# Nederlandse kampioenschappen veldrijden 2016
De Nederlandse kampioenschappen veldrijden 2016 werden verreden op zaterdag 9 en zondag 10 januari 2016 in Hellendoorn bij hotel De Uitkijk.

## Uitslagen

### Mannen elite
Mathieu van der Poel was titelverdediger bij de heren, nadat hij in het voorgaande jaar zijn eerste titel had opgeëist. Er stonden 22 renners in de elite-klasse aan de start. Van der Poel prolongeerde zijn titel, waarbij Lars van der Haar zijn spoor het beste kon volgen. 
| Plaats                    | Naam                    | Tijd     |
| ------------------------- | ----------------------- | -------- |
| Nederlandse kampioenstrui | Mathieu van der Poel    | 1u04'36" |
| Zilver                    | Lars van der Haar       | + 7"     |
| Brons                     | David van der Poel      | + 1'46"  |
| 4                         | Corné van Kessel        | + 2'11"  |
| 5                         | Thijs van Amerongen     | + 2'22"  |
| 6                         | Stan Godrie             | + 2'25"  |
| 7                         | Gert-Jan Bosman         | + 2'31"  |
| 8                         | Michiel van der Heijden | + 2'42"  |
| 9                         | Niels Wubben            | + 3'00"  |
| 10                        | Twan van den Brand      | + 3'39"  |

### Vrouwen elite
Thalita de Jong pakte de titel bij de dames, waar 37 vrouwen aan de start stonden. In de sprint was zij sneller dan Sabrina Stultiens.
| Plaats                    | Naam                 | Tijd    |
| ------------------------- | -------------------- | ------- |
| Nederlandse kampioenstrui | Thalita de Jong      | 37'31"  |
| Zilver                    | Sabrina Stultiens    | z.t.    |
| Brons                     | Maud Kaptheijns      | + 49"   |
| 4                         | Sophie de Boer       | + 1'08" |
| 5                         | Sanne van Paassen    | + 1'36" |
| 6                         | Bianca van den Hoek  | + 2'15" |
| 7                         | Anna van der Breggen | + 2'44" |
| 8                         | Annemarie Worst      | + 2'48" |
| 9                         | Lizzy Witlox         | + 3'03" |
| 10                        | Esmee Oosterman      | + 4'00" |

### Mannen beloften
| Plaats                    | Naam                  | Tijd    |
| ------------------------- | --------------------- | ------- |
| Nederlandse kampioenstrui | Sieben Wouters        | 53'35"  |
| Zilver                    | Martijn Budding       | + 0'56" |
| Brons                     | Gosse van der Meer    | + 1'17" |
| 4                         | Joris Nieuwenhuis     | + 1'22" |
| 5                         | Maik van der Heijden  | + 1'51" |
| 6                         | Richard Jansen        | z.t.    |
| 7                         | Kelvin Bakx           | 2'11"   |
| 8                         | Koen van Dijke        | 2'27"   |
| 9                         | Bjorn van der Heijden | 2'29"   |
| 10                        | Milan Vader           | z.t.    |

### Vrouwen beloften
De beloften reden in dezelfde wedstrijd als de meisjes junioren. 
| Plaats                    | Naam                       | Tijd    |
| ------------------------- | -------------------------- | ------- |
| Nederlandse kampioenstrui | Fleur Nagengast            | 41'18"  |
| Zilver                    | Ceylin del Carmen Alvarado | + 18"   |
| Brons                     | Inge van der Heijden       | + 21"   |
| 4                         | Karlijn Swinkels           | + 29"   |
| 5                         | Julia Boschker             | + 40"   |
| 6                         | Manon Bakker               | + 1'58" |
| 7                         | Anne de Ruiter             | + 2'12" |
| 8                         | Floor Weerink              | + 2'12" |
| 9                         | Esther van der Burg        | + 3'01" |
| 10                        | Susanne Meistrok           | + 3'21" |

### Jongens junioren
| Plaats                    | Naam              | Tijd    |
| ------------------------- | ----------------- | ------- |
| Nederlandse kampioenstrui | Jens Dekker       | 41'08"  |
| Zilver                    | Marino Noordam    | + 1'23" |
| Brons                     | Mitch Groot       | + 1'36" |
| 4                         | Thijs Wolsink     | + 2'40" |
| 5                         | Kyle Agterberg    | + 2'49" |
| 6                         | Yannick Vrielink  | + 3'23  |
| 7                         | Stijn Kalvenhaar  | + 3'45  |
| 8                         | Koen van Helvoirt | + 3'49  |
| 9                         | Bryan Bouwmans    | + 4'o6  |
| 10                        | Mario Poldervaart | + 4'35  |

### Meisjes junioren
De junioren reden in dezelfde wedstrijd als de vrouwen beloften. 
| Plaats                    | Naam                       | Tijd    |
| ------------------------- | -------------------------- | ------- |
| Nederlandse kampioenstrui | Fleur Nagengast            | 41'18"  |
| Zilver                    | Ceylin del Carmen Alvarado | + 18"   |
| Brons                     | Inge van der Heijden       | + 21"   |
| 4                         | Karlijn Swinkels           | + 29"   |
| 5                         | Julia Boschker             | + 40"   |
| 6                         | Manon Bakker               | + 1'58" |
| 7                         | Anne de Ruiter             | + 2'12" |
| 8                         | Floor Weerink              | + 2'12" |
| 9                         | Esther van der Burg        | + 3'01" |
| 10                        | Susanne Meistrok           | + 3'21" |

### Jongens nieuwelingen
| Plaats                    | Naam            | Tijd    |
| ------------------------- | --------------- | ------- |
| Nederlandse kampioenstrui | Ryan Kamp       | 28'18"  |
| Zilver                    | Mees Hendrikx   | + 8"    |
| Brons                     | Bart Hazekamp   | + 17"   |
| 4                         | Milan Ziemerink | + 18"   |
| 5                         | Tomás Kopecký   | + 22"   |
| 6                         | Bart Artz       | + 39"   |
| 7                         | Luke Verburg    | + 49"   |
| 8                         | Perry Frijters  | + 1'01" |
| 9                         | Pim Ronhaar     | + 1'03" |
| 10                        | Lars Boven      | + 1'40" |

### Meisjes nieuwelingen
| Plaats                    | Naam                 | Tijd |
| ------------------------- | -------------------- | ---- |
| Nederlandse kampioenstrui | Eva Bijwaard         |      |
| Zilver                    | Laura van der Zwaan  |      |
| Brons                     | Rozemarijn Ammerlaan |      |
| 4                         | Zoë Mulder           |      |
| 5                         | Florence de Graven   |      |
| 6                         | Noa Jansen           |      |
| 7                         | Dorien Hoog Antink   |      |
| 8                         | Rose Kloese          |      |
| 9                         | Iris Hoog Antink     |      |
| 10                        | Sylvie Swinkels      |      |

Kampioenschappen:  Wereldkampioenschappen · 
 Europese kampioenschappen · 
 Belgische kampioenschappen · 
 Nederlandse kampioenschappen
Klassementen:  Wereldbeker · 
 Superprestige · 
 Bpost bank trofee · 
 EKZ CrossTour · 
 TOI TOI Cup · 
 Coupe de France
 National Trophy Series · 
 Giro d'Italia Ciclocross
Overig:  Soudal Classics
1963 · 
1964 · 
1965 · 
1966 · 
1967 · 
1968 · 
1969 · 
1970 · 
1971 · 
1972 · 
1973 · 
1974 · 
1975 · 
1976 · 
1977 · 
1978 · 
1979 · 
1980 · 
1981 · 
1982 · 
1983 · 
1984 · 
1985 · 
1986 · 
1987 · 
1988 · 
1989 · 
1990 · 
1991 · 
1992 · 
1993 · 
1994 · 
1995 · 
1996 · 
1997 · 
1998 · 
1999 · 
2000 · 
2001 · 
2002 · 
2003 · 
2004 · 
2005 · 
2006 · 
2007 · 
2008 · 
2009 · 
2010 ·
2011 ·
2012 ·
2013 ·
2014 ·
2015 ·
2016 ·
2017 ·
2018 ·
2019 ·
2020 ·
2021 ·
2022 ·
2023 · 2024 · 2025